# 勒庫斯泰尼鄉
44°36′25″N 27°40′32″E / 44.60694°N 27.67556°E
勒庫斯泰尼鄉（羅馬尼亞語：Comuna Lăcusteni, Vâlcea），是羅馬尼亞的鄉份，位於該國西南部，由沃爾恰縣負責管轄，面積32平方公里，海拔高度277米，2002年人口1,481，人口密度每平方公里46人。